# 440P/Kobayashi
440P/Kobayashi è una cometa periodica scoperta dall'astronomo giapponese Takao Kobayashi il 30 gennaio 1997. Inizialmente fu ritenuta un asteroide, osservazioni successive hanno scoperto che si trovava in un'orbita cometaria, e ulteriori osservazioni da parte di Warren B. Offutt hanno rilevato una chioma e una coda. L'oggetto comunque non ha mai ricevuto la designazione provvisoria del Minor Planet Center. La sua riscoperta l'11 gennaio 2022 ha permesso di numerarla .
Questa è stata la prima cometa scoperta in modo amatoriale con l'uso dei CCD ed è anche il più debole oggetto scoperto da un astronomo amatoriale.